# Semana se trata de no más trata
Semana se trata de no más trata es  una campaña que se organiza anualmente en Argentina del 23 al 30 de septiembre todos los años desde 2016, para reclamar la aparición con vida de miles de mujeres desaparecidas.

## Semana de la concientización contra la trata de persona
La campaña comienza el 23 de septiembre porque ese día se conmemora  el Día Internacional contra la Explotación Sexual y la Trata de Personas, en esa fecha pero 1913 fue promulgada la Ley N°9.143, la primera norma legal del mundo que tiene como fin luchar contra las redes de explotación sexual. Su promulgación se da gracias la iniciativa del diputado argentino socialista Alfredo Palacios, país que se destaca por sus esfuerzos en la lucha contra la trata. La fecha de cierre de la semana se trata de no más trata, el 30 de septiembre, es por el aniversario de la creación de la Asociación Madres Víctimas de Trata, y en recuerdo de las hermanas Mirabal.
Por los dichos de testigos, se  sabe que la mayoría de las niñas y mujeres desaparecidas en democracia han sido víctimas de las redes de trata y prostitución. Entre 1983, con el regreso de la democracia a la Argentina luego de la dictadura, hasta 2016, las estadísticas mostraban que 3.231 mujeres habían desaparecido en democracia víctimas de las redes de trata para la prostitución.
Las Naciones Unidas (ONU) declararon esta fecha una conmemoración mundial.
El objetivo de la campaña es visibilizar la lucha contra la trata de personas con fines de explotación sexual y del sistema prostituyente con propuestas de danza, música, teatro, dibujo, fotografía, audiovisual, performance y también charlas en escuelas y cine debates.
La Ley N° 26.364 / 2008 de la Argentina, define la trata de personas como:  la captación, el transporte y/o traslado —ya sea dentro del país, desde o hacia el exterior—, la acogida o la recepción de personas mayores de DIECIOCHO (18) años de edad, con fines de explotación, cuando mediare engaño, fraude, violencia, amenaza o cualquier medio de intimidación o coerción, abuso de autoridad o de una situación de vulnerabilidad, concesión o recepción de pagos o beneficios para obtener el consentimiento de una persona que tenga autoridad sobre la víctima, aun cuando existiere asentimiento de ésta. 
Es organizado por un equipo de activistas autoconvocados coordinado por Heliana Vera, cocreadora de la campaña, artista visual (UNA/ UNTREF) y docente en Universidad Nacional de La Matanza (UNLaM). Si bien nació desde Ciudad de Buenos Aires, cuenta con la participación de actividades en todo el territorio nacional e internacional. Llegó a España  Chile, Italia, Colombia, México, Inglaterra, entre otros. Durante esa semana, distintos colectivos artísticos, musicales, creativos, culturales y sociales, artistas, actores, realizadores audiovisuales, estudiantes, docentes y periodistas presentan campañas de difusión y acciones de concientización y visibilización de la trata.
En el contexto de la pandemia de COVID-19 el festival implementó la modalidad virtual invitando a artistas, agrupaciones artísticas y activistas en general a publicar en sus redes sociales una expresión artística y utilizar la consigna y hashtag #setratadenomástrata. También se implementaron entrevistas entre activistas y sobrevivientes de este delito.
Una de sus fundadoras, Blanca Rizzo -coreógrafa, actriz y ex profesora en la Universidad Nacional de las Artes (UNA) y la Escuela Metropolitana de Arte Dramático (EMAD)- realiza performances sobre la temática desde 2008 y afirma:  Las primeras que se sienten empoderadas cuando hay una performance artística sobre una temática de la que nadie habla son las propias víctimas -cuenta-. Se ven reflejadas después de años de ninguneo en un grupo de personas que está haciendo algo para visibilizar su dolor.